# Biserica fortificată din Bradu
Biserica evanghelică fortificată din Bradu, orașul Avrig, județul Sibiu, a fost construită în secolul XIV. Ansamblul bisericii evanghelice fortificate este format din biserică, incinta fortificată este monument istoric, cod LMI SB-II-a-B-12338, cu următoarele obiective:
- cod LMI SB-II-m-B-12338.01 - Biserica evanghelică fortificată, 1633, 1803;
- cod LMI SB-II-m-B-12338.02 - Zid-incintă, secolul al XVIII-lea;

## Biserica
Localitatea și biserica sunt atestate documentar din anul 1315, când regele i-a scris capitlului Episcopiei de Alba Iulia, cu rugămintea de a-l ridica pe Matthias, parohul locului, la rangul de canonic. Edificiul este o biserică fortificată care a trecut prin mai multe transformări. Varianta actuală a fost construită în anul 1633, înlocuind o biserică mai veche, din care se pare că a fost păstrat doar turnul. Vechea biserică se pare ca a fost construită în 1378, cert este că există documente din anii 1497 și 1506 despre cheltuielile legate de renovarea ei. Pe turnul bisericii se vede o inscripție cu o dată 1637.

## Galerie imagini

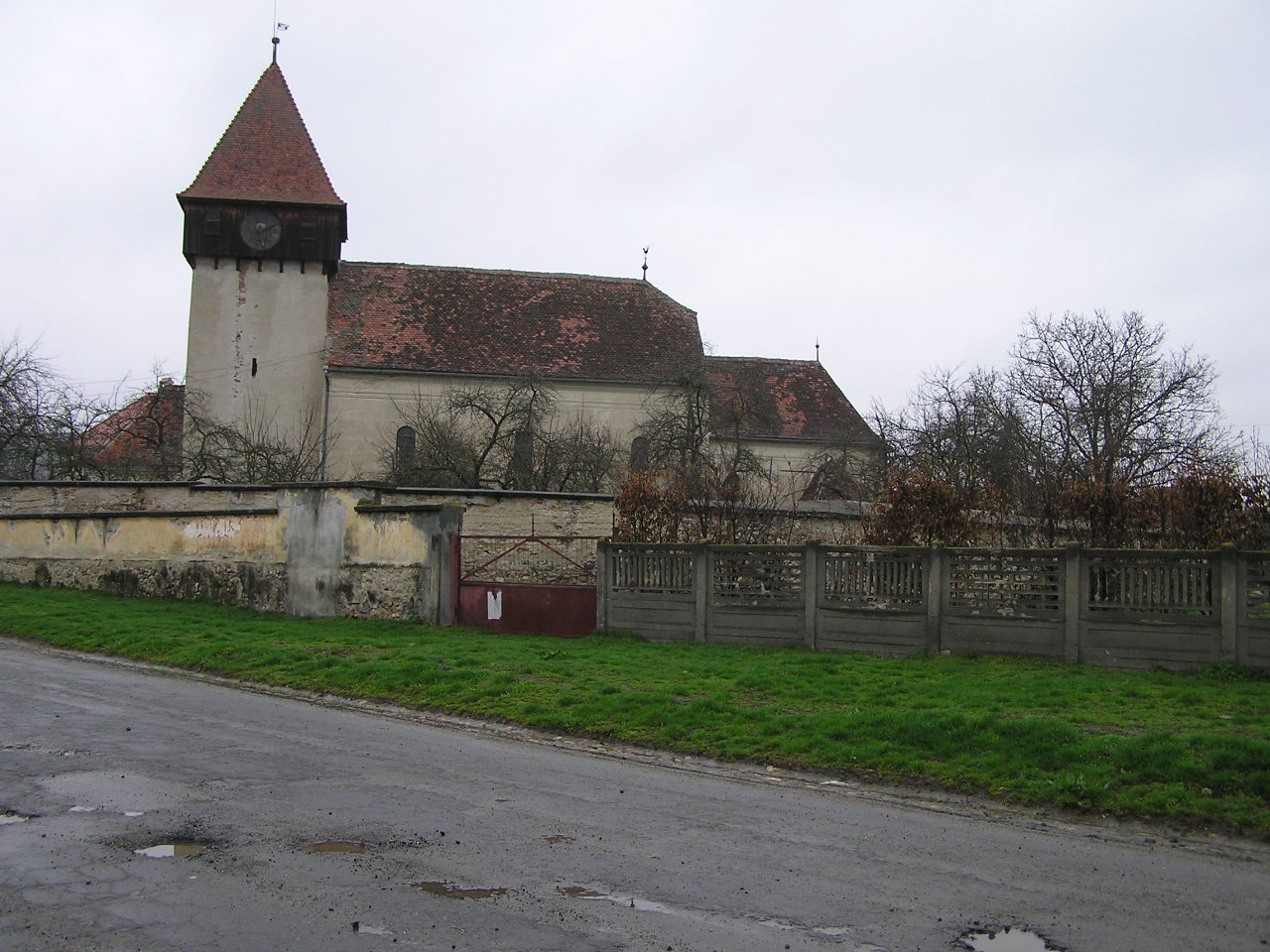
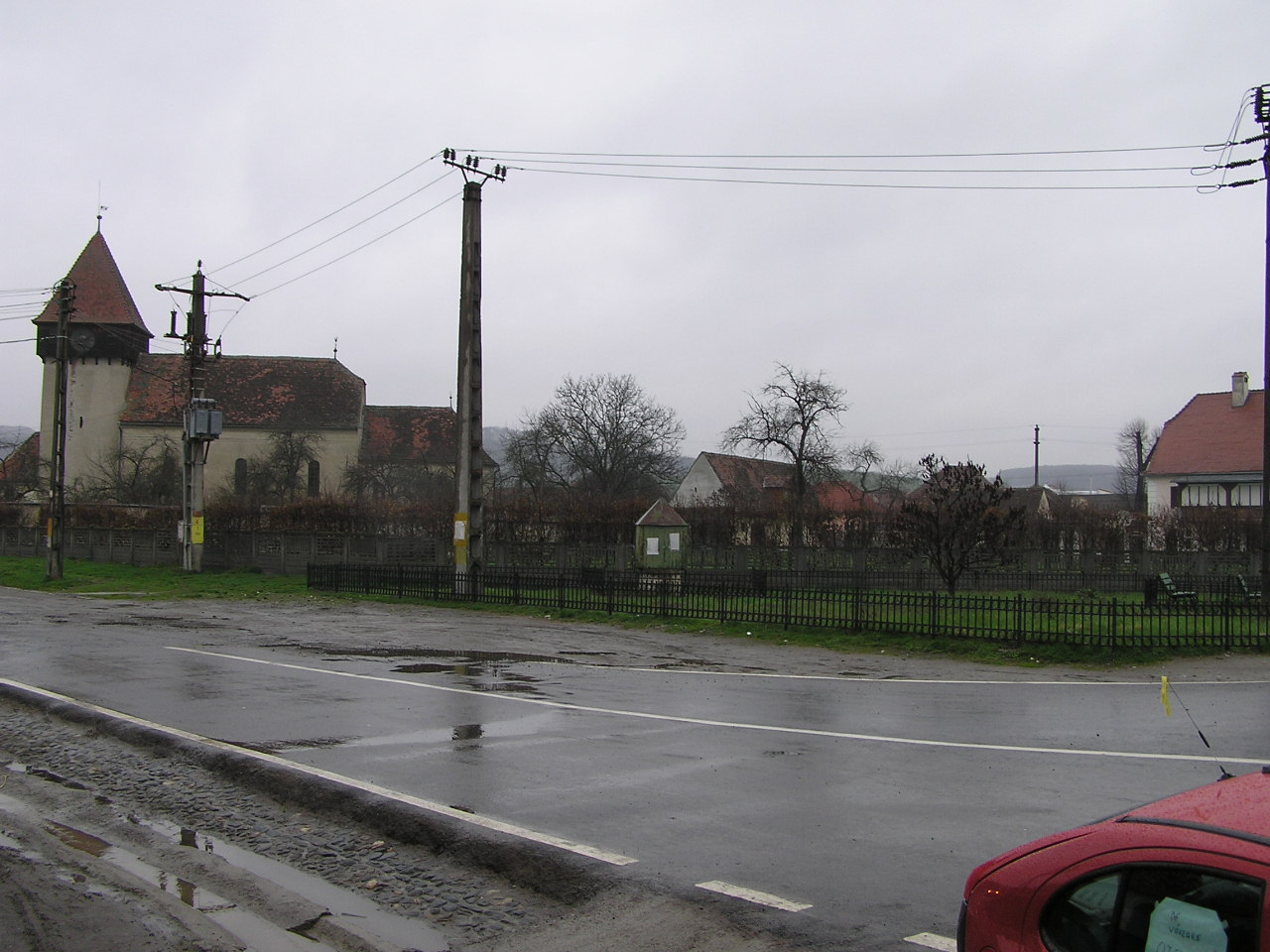
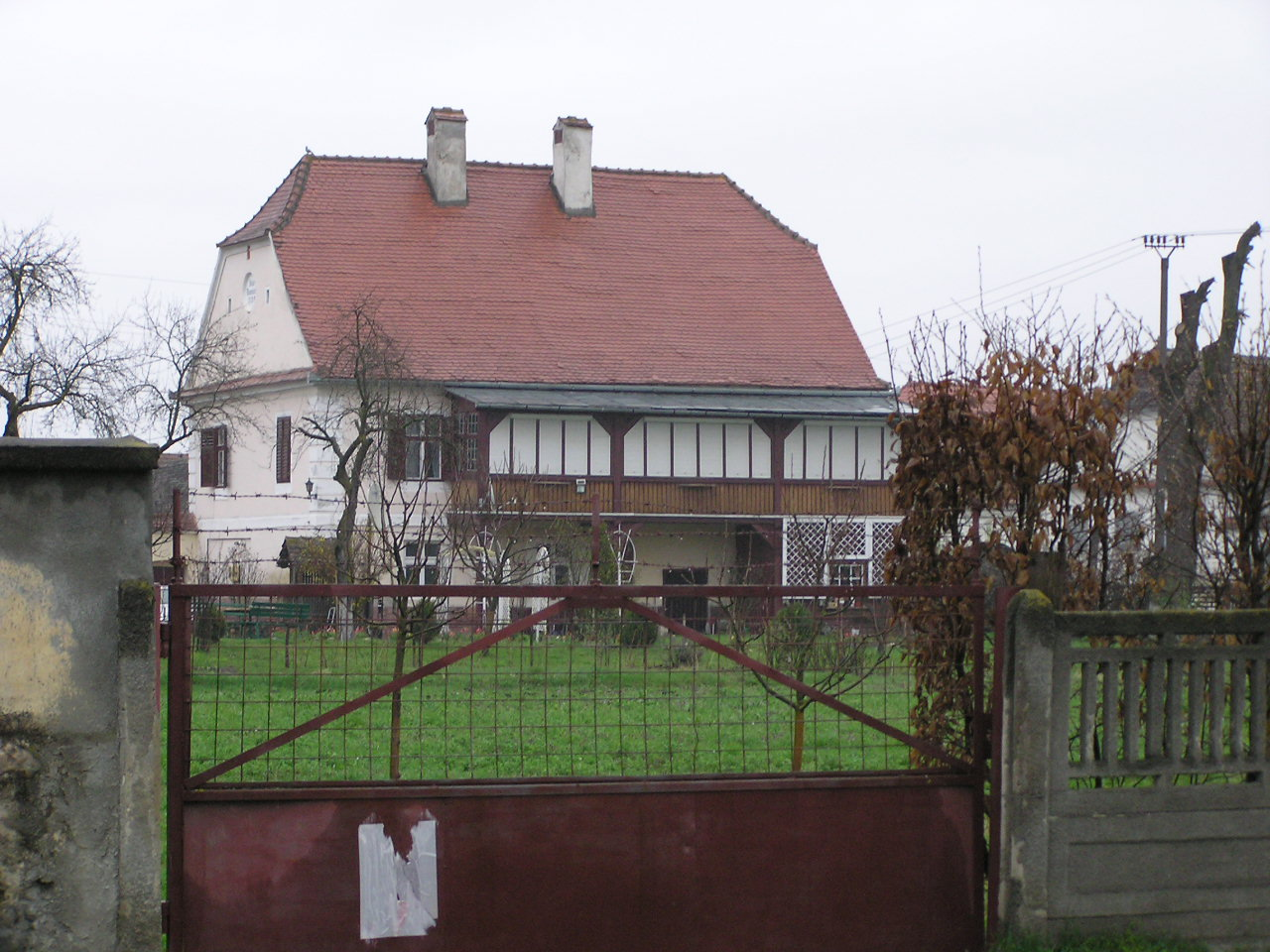